# Maria Beatriz d'Este
Maria Beatriz Ricarda d'Este (em italiano: Maria Beatrice Ricciarda d'Este; Módena, 6 de abril de 1750 - Viena, 14 de novembro de 1829), foi princesa de Módena e Régio, duquesa soberana de Massa e Carrara, e, pelo casamento, arquiduquesa da Áustria.

## Primeiros anos
Maria Beatriz nasceu em Módena, era a única filha do futuro duque Hércules III de Módena e da duquesa Maria Teresa Cybo-Malaspina, soberana do Ducado de Massa e Carrara. O casamento de seus pais não foi feliz. A ausência de um herdeiro varão (seu irmão, Reinaldo, morreu com poucos meses de vida, em 1753) que pudesse suceder Hércules III, colocou a princesa no centro de um complicado jogo dinástico: poderia suceder à mãe como soberana de Massa e Carrara, mas não poderia suceder a seu pai, pois em Módena estava em vigor a lei sálica, que excluía descendentes do sexo feminino das linhas de sucessão.

## Casamento

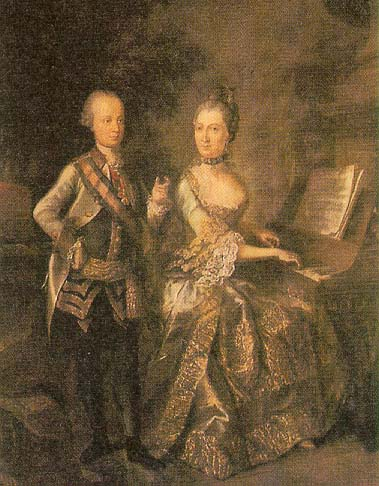
Fernando Carlos e Maria Beatriz

Como a última da antiga e nobre casa d'Este e como herdeira de Massa e Carrara, Maria Beatriz era um dos melhores partidos da Europa. A imperatriz Maria Teresa da Áustria tratou de arranjar um casamento entre Maria Beatriz e seu filho o arquiduque Peter Leopold (futuro Imperador Romano-Germânico), que estava em terceiro lugar na linha de sucessão Habsburgo-Lorena. Um acordo especial de casamento foi assinado entre as duas famílias em 1753, quando Maria Beatrice tinha apenas 3 anos. Os dois filhos foram prometidos e, aguardando a futura celebração do casamento, o avô da noiva, Francisco III, assumiu o cargo interino de governador de Milão, destinado pelos Habsburgos ao terceiro filho. Ao mesmo tempo, o pequeno arquiduque foi designado para a investidura imperial como duque de Modena e Reggio em caso de extinção da linha masculina Este. Em 1761, no entanto, a morte repentina do segundo herdeiro masculino dos Habsburgos, Carlos José, provocou uma mudança radical no quadro em que o acordo de 1753 havia sido estipulado. Peter Leopold, promovido ao segundo lugar na linha de sucessão, tornou-se automaticamente herdeiro do Grão-Ducado da Toscana (que era uma "secundogenitura") e tornou-se o candidato natural dos Habsburgos ao planejado casamento com a Infanta Maria Luísa da Espanha. Assim, o tratado de 1753 teve de ser totalmente renegociado, mas Maria Teresa e Francisco III, vencendo a feroz oposição do pai de Maria Beatriz, decidiram pura e simplesmente substituir o nome do próximo filho da vasta descendência da imperatriz, Fernando Carlos (que era de quatro anos mais jovem que a princesa Este), ao de Peter Leopold, deixando tudo o mais inalterado.
No início de 1771, a Dieta Imperial Perpétua de Ratisbona ratificou a designação de Fernando Carlos para a futura investidura imperial como duque de Modena e Reggio, e, em 15 de outubro, a cerimônia de casamento poderia finalmente ser celebrada em Milão, onde o novo casal se estabeleceu definitivamente, tendo Francisco III "voltou" para seu novo nieto adquiriu o cargo interino de governador que ocupou desde 1754. 
Este casamento aumentou ainda mais o poder da Monarquia de Habsburgo sobre a península itálica, mas também permitiu à família Este garantir a sobrevivência de seus Estados até a unificação da Itália e impedi-los de acabar com seu Ducado de Ferrara dois séculos antes, que, tendo tornou-se um feudo papal vago, foi simplesmente reincorporado pelos Estados Papais.

## Soberana de Massa e Carrara

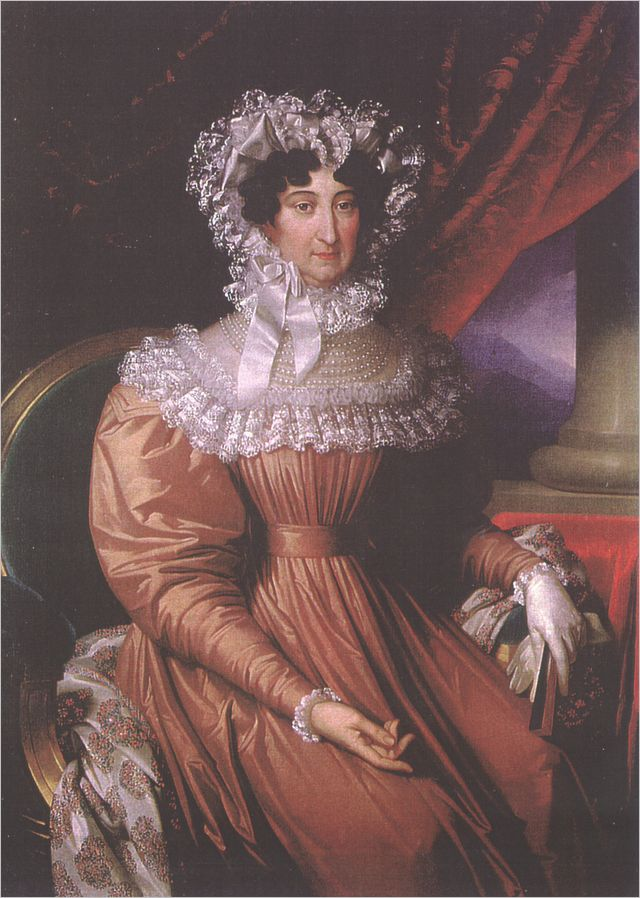
Maria Beatriz, duquesa de Módena

Maria Beatriz assumiu o trono do Ducado de Massa e Carrara em 1790, com a morte de sua mãe, sem, no entanto, nunca se mudar permanentemente para seus novos estados. Após sete anos de governo, os ventos revolucionários e napoleônicos fizeram com que a duquesa se exilasse na Áustria durante quinze anos. 
O Congresso de Viena devolveu suas posses toscanas a Maria Beatriz, enquanto seu filho Francisco IV foi investido com o título ducal de Módena e Régio. Também foram atribuídos a ela os antigos feudos imperiais de Lunigiana (que não foram reconstituídos) e que Maria Beatriz transferiu quase imediatamente para o filho.
No entanto, acostumada ao modo de vida vienense, Maria Beatriz também não se mudou para seus estados desta vez, administrando os negócios públicos por meio de um governador de sua escolha, mas continuamente zelando pelos interesses de seus súditos e tomando pessoalmente as decisões mais importantes.

## Descendência
Maria Beatriz casou-se com o arquiduque Fernando Carlos de Áustria-Este, de quem teve os seguintes filhos:
- José Francisco (1772)
- Maria Teresa (1773-1832), casada com o rei Vítor Emanuel I da Sardenha, com descendência;
- Josefina (1775-1777)
- Maria Leopoldina (1776-1848), casada em primeiras núpcias com Carlos Teodoro da Baviera, sem descendência e, em segundas núpcias, com o conde Luís de Arco, com descendência;
- Francisco IV de Módena (1779-1846), casado com sua sobrinha, a princesa Maria Beatriz Vitória de Saboia, com descendência;
- Fernando Carlos (1781-1850), não se casou;
- Maximiliano José (1782-1863), não se casou;
- Maria Antônia (1784-1786)
- Carlos Ambrósio (1785-1809), primaz da Hungria;
- Maria Luísa (1787-1816), casada com suo primo, o imperador Francisco I da Áustria, sem descendência.

## Morte
A última representante da Casa d'Este morreu em 14 de novembro de 1829, aos 79 anos. Seu corpo foi sepultado na Cripta Imperial de Viena. Seu filho Francesco IV a sucedeu como Duque de Massa e Carrara, empreendendo imediatamente uma política de assimilação de seus novos domínios e transformando-os definitivamente, em 1836, em uma simples província administrativa do Estado Estense, como o Ducado de Módena e Régio era oficialmente chamado .